# Порудоминский, Илья Миронович
Илья́ Миро́нович Порудоми́нский (при рождении Элий Майримович Порудоминский; 11 июня 1890, Вильна — 24 марта 1968, Москва) ― советский врач-уролог, доктор медицинских наук (1936), профессор (1936), один из основателей и первых руководителей кожно-венерологических диспансеров в СССР.

## Биография
Родился 11 июня 1890 года в Вильне, в семье Майрима Абрам-Боруховича Порудоминского (1866—?), владельца магазина меховых изделий на Сиротской улице, № 8. Там же  в 1911 году со свидетельством зрелости окончил 8 классов Виленской частной мужской еврейской гимназии П. И. Кагана.
В 1916 году окончил медицинский факультет Императорского Казанского университета, после которого до 1920 года служил военным врачом. С 1920 по 1922 год работал главным врачом кожно-венерологической больницы в Новосибирске.
В 1922 году переехал в Москву, где начал работать в Центральном кожно-венерологическом институте, здесь он трудился до конца своей жизни.
С 1940 по 1966 год Порудоминский работал заведующим отделением урологии в ЦКВИ. Помимо основной работы преподавал в Центральном институте усовершенствования врачей в Москве.
В 1936 году успешно защитил докторскую диссертацию на тему «О путях распространения гонококковой инфекции в человеческом организме». В том же году ему присвоено звание профессора.
Порудоминский занимался вопросами диагностики и лечения гонореи, половых расстройств у мужчин и мужского бесплодия, диагностикой заболеваний предстательной железы. Им была предложена классификация гонорейных уретритов и половых расстройств. Стал одним из основателей кожно-венерологических диспансеров в СССР. Занимался проблемами фармакотерапии урологических заболеваний.
Является автором работ по исследованию половых расстройств у мужчин, мужского бесплодия, по этиологии и патогенезу гонорейных и постгонорейных заболеваний.
Был членом правления Всесоюзного и Московского обществ урологов и Всесоюзного общества дерматовенерологов.
Умер в 1968 году. Похоронен на Востряковском кладбище.

## Семья
Жена — Мария Абрамовна Островская (1892—1986). Сын — Владимир Ильич Порудоминский, писатель.

## Сочинения
- Патологическая анатомия мужской гонореи // Советский вестник венерологии и дерматологии. 1935. № 4 (соавтор).
- Гонорея. Москва, 1948.
- Гистологические изменения в семявыводящем протоке клинически здоровой стороны при одностороннем туберкулезе органов мошонки // Урология. 1960. № 1.
- Половые расстройства у мужчин // Государственное издательство медицинской литературы, Москва, 1957[6]